# Ходзітя

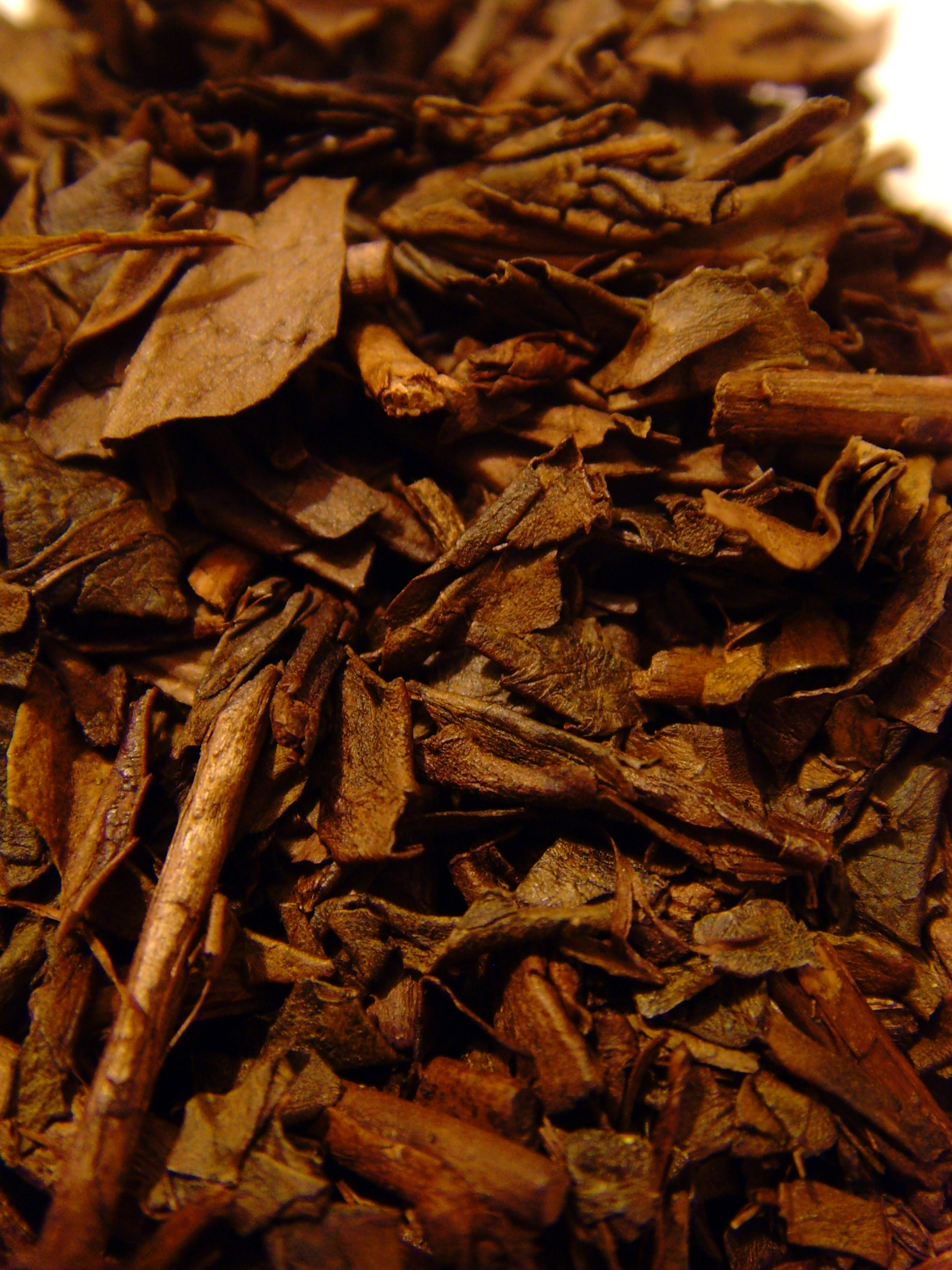
Зелений чай Ходжічя

Ходжічя́ (яп. 焙じ茶, ほうじちゃ, МФА: [hod͡ʑit͡ɕa], «смажено-сушений чай») — сорт зеленого чаю, який виробляється в Японії. Для його приготування за основу, як правило, беруть листя банчя, рідше — сенчя або кукічя, і без ферментації обсмажують в порцеляновому посуді на деревному вугіллі, в результаті чого чайні листки набувають коричнуватого забарвлення, специфічний запах і смак. Завдяки термічній обробці, в Ходжічя малий вміст кофеїну, що дозволяє пити його незадовго до сну.
Сорт ходжічя був винайдений в 20-ті роки XX століття торговцем із Кіото, який не знав, що робити із залежалим на складі чаєм банчя і вирішив його обсмажити.　Взагалі, в Японії ходжічя невисоко цінується серед решти чаїв, і його вкрай рідко використовують в японській чайній церемонії. Втім, з його смаком випускається морозиво і пиво.
Рекомендована температура заварки ходжічя — 80-85 °C, час заварки — близько 20 секунд.